# Смол Фейсес
„Смол Фейсес“ (на английски: Small Faces) е английска рок група.
Създадена е през 1965 година в Лондон и бързо се превръща в една от най-влиятелните групи на мод субкултурата, като постепенно се насочва към психеделичната музика. Групата се разделя през 1968 година и се събира за кратко през 1975 – 1978 година.